# Institut polytechnique de Paris
Fundat el 2019, l'Institut polytechnique de Paris, també anomenat IP Paris, és una grande école d'enginyeria de França. Està situada a la ciutat de Palaiseau. L'IP Paris és un establiment públic d'ensenyament superior i de recerca tècnica. La recerca a IP Paris s'organitza al voltant de cinc pols temàtics: energia i clima, digital, seguretat, tecnologies i salut.
El 15 de setembre de 2020, l'Institut va cofundar amb HEC Paris el centre de recerca en intel·ligència artificial Hi! PARIS.